# Katërmbëdhjetë vjeç dhëndër
Katërmbëdhjetë vjeç dhëndër (på svenska översatt En brudgum vid fjorton års ålder) är en komedipjäs i fyra akter av den albanske författaren Andon Zako Çajupi.[källa behövs] Den skrevs 1902 och gavs ut postumt 1930. Pjäsen riktade kritik mot arrangerat äktenskap och filmatiserades 1987 i regi av Dhimitër Anagnosti.[källa behövs]